# جيران 2: صعود نادي الفتيات
جيران 2: صعود نادي الفتيات هو فيلم كوميدي تم إنتاجه في الولايات المتحدة وسوف يصدر في سنة 2016. الفيلم من إخراج نيكولاس ستولر وكتابة سيث روغن. من بطولة سيث روغن وزاك إيفرون وروز بيرن وكلوي غرايس موريتز وديف فرانكو.

## القصة
تدور أحداث القصة حول (ماك) و(كيلي) واقتراب نهاية مرحلة المراهقة لديهما، ومع استعدادهم للمرحلة المقبلة والجديدة في حياتهما، يتعرضان لمضايقات من جارهم الجديد بالرغم من اعتقادهم بصعوبة وجود جار لهم أسوأ من جارهما السابق.

## وصلات خارجية
- جيران 2: صعود نادي الفتيات على موقع IMDb (الإنجليزية)
- جيران 2: صعود نادي الفتيات على موقع ميتاكريتيك (الإنجليزية)
- جيران 2: صعود نادي الفتيات على موقع روتن توميتوز (الإنجليزية)
- جيران 2: صعود نادي الفتيات على موقع قاعدة بيانات الأفلام العربية
- جيران 2: صعود نادي الفتيات على موقع ألو سيني (الفرنسية)
- جيران 2: صعود نادي الفتيات على موقع Turner Classic Movies (الإنجليزية)
- جيران 2: صعود نادي الفتيات على موقع أول موفي (الإنجليزية)
- جيران 2: صعود نادي الفتيات على موقع بوكس أوفيس موجو (الإنجليزية)
- جيران 2: صعود نادي الفتيات على موقع فيلمافينيتي (الإسبانية)
- جيران 2: صعود نادي الفتيات على موقع قاعدة بيانات الأفلام السويدية (السويدية)